# Sobre el fenómeno del espíritu en el arte y en la ciencia
Sobre el fenómeno del espíritu en el arte y en la ciencia (en alemán Über das Phänomen des Geistes in Kunst und Wissenschaft) es un conjunto de escritos de Carl Gustav Jung incluidos en el decimoquinto volumen de su Obra completa.

## Contenido
Los artículos que componen este volumen fueron publicados entre 1922 y 1941. El título, de resonancias hegelianas, pone en la pista del tema principal: en el arte y la ciencia el espíritu de la época toma conciencia de sí mismo.
Para Jung, el misterio de la creatividad constituye un problema trascendental que la psicología no puede resolver, solo describir. Así, en Psicología y poesía admite que la psicología personal de un creador puede rastrearse hasta las raíces y hasta las ramas más externas de su obra, pero la naturaleza de la obra de arte no consiste en las singularidades personales sino en que

se eleva muy por encima de lo personal, y desde el espíritu y el corazón habla para el espíritu y el corazón de la humanidad. Todo hombre creador es una dualidad o una síntesis de propiedades paradójicas. Por una parte es humano y personal, pero por otra parte es un proceso impersonal creativo... El arte le es connatural, como un impulso que se apodera de él y lo convierte en un instrumento. Como persona puede tener estados de ánimo, voluntad y objetivos propios; en cambio, como artista es un «ser humano» en el sentido más elevado, es un hombre colectivo, portador y configurador del alma inconscientemente actuante de la humanidad.

El libro incluye varios ensayos breves dedicados a Paracelso, Sigmund Freud, Richard Wilhelm, James Joyce y Pablo Picasso.

## Índice
1. Paracelso (1929)
2. Paracelso como médico (1941/1942)
3. Sigmund Freud como fenómeno histórico-cultural (1932)
4. Sigmund Freud. Necrología (1939)
5. En memoria de Richard Wilhelm (1930)
6. Sobre las relaciones de la psicología analítica con la obra de arte poética (1922)
7. Psicología y poesía (1930/1950)
8. Ulises. Un monólogo (1932)
9. Picasso (1932)

## Edición en castellano
- Jung, Carl Gustav (1999 [4ª edición, 1ª reimpresión 2023]). Obra completa de Carl Gustav Jung. Volumen 15: Sobre el fenómeno del espíritu en el arte y en la ciencia. Traducción Cristina García Ohlrich. Madrid: Editorial Trotta. ISBN 978-84-8164-300-8/ ISBN 978-84-8164-342-8.

- Datos: Q17062444